# Звёздный путь: Возмездие
«Звёздный путь: Возмездие» (англ. Star Trek: Nemesis) — десятый полнометражный научно-фантастический фильм, действие которого происходит во вселенной Звёздного пути. Премьера фильма состоялась 13 декабря 2002 года. Бюджет фильма 60 млн долларов. Кассовые сборы в кинотеатрах США в год показа: 43 млн долларов.

## Сюжет
На планете Ромул во время заседания, после отказа главой совета военным, срабатывает странное устройство, которое убивает всех членов совета за считанные секунды. Тем временем звездолёт «Энтерпрайз-E» прощается с Райкером, бывшим первым офицером, а ныне — капитаном, получившим собственный корабль, и его женой Дианой Трой. На планете Коларус 3 обнаруживается тело андроида, идентичного Дэйте, оно разбросано по пустыне, во время его поисков команду высадки обстреливают, они с трудом возвращаются на «Энтерпрайз». Андроид оказывается прототипом Дейты по имени Б-4 (произносится би-фо, так же как и слово before, что в переводе с англ. дословно означает «до»).
Пикару приходит сообщение о том, что ромулане приглашают его в качестве посла для ведения переговоров. Представитель ромулан Шинзон оказывается клоном Пикара, но значительно моложе его, он объявлен главой правительства. Клон рассказывает Пикару о том, что он был частью плана военных и должен был заменить Пикара, но когда от плана отказались, его сослали на рудники, и там его приютил узник с Рема, который стал его наместником по прошествии многих лет. Пикар похищен с мостика при помощи телепортации, для проведения медицинской операции, необходимой Шинзону, чтобы сохранить свою жизнь. Андроид, подобранный командой «Энтерпрайза», оказывается «троянским конём», он собирает необходимые сведения для ромулан.
Шинзону понравилась советник Трой, при помощи своего помощника он устанавливает с ней телепатическую связь. Корабль Шинзона, помимо новейшей системы маскировки и огромного количества вооружения, 45 дизрапторов и 25 торпедных установок, обладает секретным оружием — лучами, способными уничтожать всё живое, теми, что уничтожили совет. Один из командиров понимает, что Шинзон — фанатик, и не намерен заниматься захватом Земли, он хочет её уничтожить.
«Энтепрайз» и его команда проигрывают кораблю Шинзона, но тот не намерен его уничтожать, Пикар ему нужен живым. Поэтому на «Энтерпрайз» направлен десант, его встречают Райкер и Ворф с другими офицерами, в ходе борьбы Райкер убивает наместника Шинзона. На помощь «Энтерпрайзу» приходят два корабля ромулан, в ходе боя они получают серьёзные повреждения. Пикар таранит вражеский корабль и Шинзон принимает решение использовать тайное оружие и уничтожить «Энтерпрайз», а затем Землю.
Пикар вынужден пойти на отчаянный шаг: он отправляется на соседний корабль, убивает охрану и проникает в рубку, где в ходе боя убивает Шинзона. Дейта телепортирует Пикара на «Энтерпрайз», а сам уничтожает установку, её взрыв уничтожает корабль и самого Дейту. Райкер отбывает на новый корабль, а воспоминания, загруженные Дейтой в Б-4, дают понять, что частичка его всё ещё на «Энтерпрайзе».
Время действия фильма — 2379 год.

## В ролях
| Актёр           | Роль                              |
| --------------- | --------------------------------- |
| Патрик Стюарт   | капитан Жан-Люк Пикар             |
| Джонатан Фрейкс | первый офицер Уильям Томас Райкер |
| Брент Спайнер   | второй офицер Дэйта / Б-4         |
| Левар Бертон    | главный инженер Джорди Ла Форж    |
| Майкл Дорн      | лейтенант-коммандер Ворф          |
| Гейтс МакФадден | доктор Беверли Крашер             |
| Марина Сиртис   | советник Диана Трой               |
| Том Харди       | реманский претор Шинзон           |
| Вупи Голдберг   | Гуинан                            |
| Кейт Малгрю     | адмирал Кэтрин Джейнвэй           |
| Уил Уитон       | Уэсли Крашер                      |
| Рон Перлман     | наместник                         |

## О создании фильма
Видя успехи предыдущих фильмов эпопеи, Paramount Pictures выделила огромный бюджет на съёмки юбилейной, десятой картины. Бессменный Рик Берман пригласил на должность режиссёра Стюарта Бэрда, успевшего зарекомендовать себя при съёмках сериала.
В основу сюжета легли идеи, возникшие ещё во времена съёмки сериала «Новое поколение». Большой бюджет позволил сделать сюжет картины разноплановым и ввести в него сразу несколько сюжетных линий. Авторы решили отказаться от простой концепции добро против зла и внесли в фильм определённый[какой?] философский момент.
Для съёмок Paramount Pictures снова пригласила Вупи Голдберг, которая исполнила эпизодическую роль. Также в съёмках фильма принял участие Уил Уитон (исполнитель роли Уэсли Крашера). До «Возмездия» Уил Уитон участвовал только в сериале «Звёздный путь: Следующее поколение» и в полнометражных экранизациях «Звёздного пути» участвовал впервые.